# Relație de recurență
În matematică, se spune că un șir {\displaystyle (a_{n})_{n\in \mathbb {N} }} este definit printr-o relație de recurență dacă fiecare termen al acestuia poate fi scris ca o funcție de termenii anteriori:
{\displaystyle a_{n}=f(n,a_{n-1},a_{n-2},\cdots ,a_{n-k}).}
Un exemplu de relație de recurență este:
{\displaystyle x_{n+1}=rx_{n}(1-x_{n}).\,}

## Relația de recurență liniară
Un caz particular îl constituie șirurile ce pot fi definite printr-o recurență liniară finită, care este de forma:
|  | {\displaystyle a_{n}=\lambda _{1}a_{n-1}+\lambda _{2}a_{n-2}+\cdots +\lambda _{k}a_{n-k}.} | {\displaystyle (1)} |

Acesteia îi corespunde ecuația caracteristică:
|  | {\displaystyle x^{k}-\lambda _{1}x^{k-1}-\lambda _{2}x^{k-2}-\cdots -\lambda _{k}=0.} | {\displaystyle (2)} |

Teorema 1.
Dacă {\displaystyle t\in \mathbb {R} } este o soluție a ecuației caracteristice {\displaystyle (2)}, atunci șirul {\displaystyle (a_{n})_{n\in \mathbb {N} },\,a_{n}=a_{0}\cdot t^{n}} verifică relația de recurență {\displaystyle (1).}
Teorema 2.
Dacă șirurile {\displaystyle (a_{n}^{(1)})_{n\in \mathbb {N} },(a_{n}^{(2)})_{n\in \mathbb {N} },\cdots ,(a_{n}^{(k)})_{n\in \mathbb {N} }} îndeplinesc condiția de recurență și sunt liniar independente, atunci orice soluție {\displaystyle (a)_{n\in \mathbb {N} }}  se exprimă ca o combinație liniară a șirurilor {\displaystyle (a^{(1)})_{n\in \mathbb {N} },(a^{(2)})_{n\in \mathbb {N} },\cdots ,(a^{(k)})_{n\in \mathbb {N} }} adică există {\displaystyle p_{1},p_{2},\cdots ,p_{k}\in \mathbb {R} } astfel încât:
|  | {\displaystyle a_{n}=p_{1}a_{n}^{(1)}+p_{2}a_{n}^{(2)}+\cdots +p_{k}a_{n}^{(k)},\;\forall n\in \mathbb {N} .} | {\displaystyle (3)} |

Teorema 3.
Există k șiruri liniar independente ce verifică relația de recurență.
- Dacă ecuația caracteristică are soluții reale distincte {\displaystyle t_{1},t_{2},\cdots ,t_{k},} șirurile sunt:

|  | {\displaystyle u_{n}^{(1)}=a_{0}\cdot t_{1}^{n},\;u_{n}^{(2)}=a_{0}\cdot t_{2}^{n},\;\cdots ,u_{n}^{(k)}=a_{0}\cdot t_{k}^{n}\;} | {\displaystyle (4)} |

- Dacă ecuația caracteristică are soluții reale multiple: {\displaystyle t_{1}} cu ordinul de multiplicitate {\displaystyle l_{1},} {\displaystyle t_{2}} cu ordinul de multiplicitate {\displaystyle l_{2},\cdots ,} {\displaystyle t_{m}} cu ordinul de multiplicitate {\displaystyle l_{m},} unde {\displaystyle l_{1}+l_{2}+\cdots +l_{m}=k,} șirurile sunt:

| | {\displaystyle u_{n}^{(1,1)}=u_{0}^{(1,1)}\cdot t_{1}^{n},\;u_{n}^{(1,2)}=u_{0}^{(1,2)}\cdot n\cdot t_{1}^{n},\;\cdots ,u_{n}^{(1,l_{1})}=u_{0}^{(1,l_{1})}\cdot n^{l_{1}-1}\cdot t_{1}^{n}} | {\displaystyle (5)} |
| {\displaystyle u_{n}^{(2,1)}=u_{0}^{(2,1)}\cdot t_{2}^{n},\;u_{n}^{(2,2)}=u_{0}^{(2,2)}\cdot n\cdot t_{2}^{n},\;\cdots ,u_{n}^{(2,l_{2})}=u_{0}^{(2,l_{2})}\cdot n^{l_{2}-1}\cdot t_{2}^{n}} | | {\displaystyle (5)} |
| {\displaystyle \cdots \ \cdots \ \cdots \cdots \cdots \ \cdots \ \cdots } | | {\displaystyle (5)} |
| {\displaystyle u_{n}^{(m,1)}=u_{0}^{(m,1)}\cdot t_{m}^{n},\;u_{n}^{(m,2)}=u_{0}^{(m,2)}\cdot n\cdot t_{m}^{n},\;\cdots ,u_{n}^{(m,l_{m})}=u_{0}^{(m,l_{m})}\cdot n^{l_{m}-1}\cdot t_{m}^{n}} | | {\displaystyle (5)} |

Una dintre cele mai simple relații de recurență liniară definește „Șirul lui Fibonacci”, în care fiecare termen este egal cu suma celor doi termeni precedenți:
{\displaystyle F_{0}=0,F_{1}=1,F_{i}=F_{i-1}+F_{i-2}{\mbox{ pentru }}i\geq 2{\mbox{.}}\,}